# Frederick Steep
Frederick William „Fred“ Steep (* 20. Dezember 1874 in St. Catharines, ON; † 14. September 1956 in Guelph, ON) war ein kanadischer Fußballspieler und Olympiasieger.

## Werdegang
Steep spielte mindestens 1892 beim knapp zehn Jahre zuvor gegründeten Fußballverein Galt FC aus der gleichnamigen Stadt. Später lief er für Hamilton St. Matthew’s auf, mit er 1896 den erstmalig ausgetragenen Hamilton Spectator Cup gewann. Als Mannschaftskapitän der Toronto Gore Vales gewann er 1899 und 1902 die Meisterschaft von Ontario, 1900 verlor er mit ihr das Endspiel um den Caledonia Cup.
Nach Steeps Rückkehr zum Galt FC gewann er mit dem Gründungsmitglied der Ontario Football Association League 1903 den Meistertitel und nahm mit ihm im Folgejahr als kanadischer Vertreter am olympischen Fußballturnier 1904 teil. Da sich lediglich drei Mannschaften für das Turnier angemeldet hatten, traf der Galt FC auf zwei Collegemannschaften aus dem gastgebenden St. Louis. Das erste Spiel gegen das Christian Brothers' College wurde mit 7:0 gewonnen, das zweite Spiel gegen die St. Rose School of St. Louis mit 4:0. Durch die zwei Siege gewann die Mannschaft für Kanada die Goldmedaille.
Kurze Zeit später ging Steep beruflich nach Guelph, wo er für den Eisenwarenhersteller Taylor-Forbes arbeitete und in dessen Werksmannschaft spielte.